# Mảnh đời kì lạ của Timothy Green
Mảnh đời kì lạ của Timothy Green (tên gốc tiếng Anh: The Odd Life of Timothy Green) là bộ phim hài-chính kịch kỳ ảo do Peter Hedges đạo diễn và đồng tác giả kịch bản, được sản xuất bởi Walt Disney Pictures. Dựa trên ý tưởng của Ahmet Zappa, bộ phim nói về một cậu bé thần kỳ, tính cách và sự hồn nhiên của cậu đã có tác động lớn lao đến tất cả mọi người trong thị trấn. Phim nhận được đánh giá trung bình từ các nhà phê bình và chỉ đạt được doanh thu phòng vé khiêm tốn trong tuần đầu ra mắt.

## Nội dung
Khi cậu bé Timothy xuất hiện trước cửa nhà họ trong một đêm giông bão, vợ chồng Cindy và Jim cùng cả thị trấn nhỏ bé Stanleyville mới biết rằng đôi khi một sự kiện bất ngờ có thể đem lại những món quà tuyệt vời nhất của cuộc sống. Cậu bé kỳ lạ với những chiếc lá mọc ở chân đã làm thay đổi cuộc sống của đôi vợ chồng hiếm muộn và gắn kết những mối quan hệ xung quanh thị trấn nổi tiếng nhất thế giới về sản xuất bút chì.

## Diễn viên
- CJ Adams vai Timothy Green
- Jennifer Garner vai Cindy Green
- Joel Edgerton vai James Green
- Odeya Rush vai Joni Jerome
- David Morse vai James "Big Jim" Green Sr.
- Rosemarie DeWitt vai Brenda Best
- Ron Livingston vai Franklin Crudstaff
- Dianne Wiest vai Bernice Crudstaff
- Common vai Huấn luyện viên Cal
- Shohreh Aghdashloo vai Evette Onat
- M. Emmet Walsh vai Bác Bub
- Lois Smith vai Aunt Mel
- Tim Guinee vai Marty Rader (lồng tiếng)
- Lin-Manuel Miranda vai Reggie
- James Rebhorn vai Joseph Crudstaff
- Michael Arden vai Doug Wert
- Rhoda Griffis vai Bác sĩ Lesley Hunt

## Nhạc phim
Walt Disney Records phát hành nhạc phim của Geoff Zanelli vào ngày 14 tháng 8 năm 2012, một ngày trước khi bộ phim ra mắt.

### Danh sách bài hát
| STT              | Nhan đề                                             | Thời lượng |
| ---------------- | --------------------------------------------------- | ---------- |
| 1.               | "You're Gonna Find It Hard to Believe"              | 1:22       |
| 2.               | "Life Goes On"                                      | 3:18       |
| 3.               | "That's Not Normal"                                 | 4:23       |
| 4.               | "Our Kid"                                           | 1:19       |
| 5.               | "...Now What?"                                      | 2:25       |
| 6.               | "Is He for Us?"                                     | 1:31       |
| 7.               | "Cherry on Top"                                     | 0:56       |
| 8.               | "I Can Only Get Better! (A Glass Half Full Person)" | 1:17       |
| 9.               | "Love and Be Loved"                                 | 2:43       |
| 10.              | "There's Something You Need to See"                 | 1:46       |
| 11.              | "Funny, Like Uncle Bob"                             | 2:06       |
| 12.              | "Why Not Make a New Kind of Pencil?"                | 2:20       |
| 13.              | "Nice Socks"                                        | 1:09       |
| 14.              | "Picasso with a Pencil"                             | 1:18       |
| 15.              | "Run the Other Way"                                 | 0:24       |
| 16.              | "This World They Created"                           | 1:09       |
| 17.              | "Think "Tree""                                      | 1:45       |
| 18.              | "The Championship Game"                             | 1:47       |
| 19.              | "I'm with "0""                                      | 1:42       |
| 20.              | "The Winning Goal"                                  | 1:24       |
| 21.              | "I Let Her Go"                                      | 1:22       |
| 22.              | "We Better Get Inside"                              | 2:25       |
| 23.              | "Never Give Up"                                     | 1:44       |
| 24.              | "So Much Is Possible"                               | 3:28       |
| Tổng thời lượng: | Tổng thời lượng:                                    | 45:00      |